# Koumé
Koumé est une localité de la région Est du Cameroun situé dans le département de Lom et Djerem. Il se trouve plus précisément dans l'arrondissement de Bertoua I et dans le quartier de Gbaya.

## Population
En 2005, le village de Koumé comptait 1 236 habitants dont : 694 hommes et 632 femmes.